# 佐藤一郎 (中国文学者)
佐藤 一郎（さとう いちろう、1928年5月27日 - 2020年2月8日）は、日本の中国文学者、慶應義塾大学名誉教授。

## 経歴
1928年、東京府で生まれた。慶應義塾大学文学部で学び、1950年に卒業。
慶應義塾大学助教授となり、後に教授昇格。1991年、『中国文章論』を慶應義塾大学に提出して文学博士の学位を取得。1993年に慶應義塾大学を退任し、名誉教授となった。その後は大正大学教授として教鞭をとった。2000年、大正大学を定年退職。
2020年2月8日午後9時、脳梗塞のため横浜市で死去。91歳没。

## 著書
著作
- 『唐宋八家文』明徳出版社(中国古典新書) 1968
- 『中国文学史』慶応通信 1971
  - 改訂版 1985年
- 『中国文学史　下：近世(後期)・現代』(中国文化全書6) 高文堂出版社 1983
- 『中国文章論』研文出版 1988
- 『江南の士大夫文学』近代文藝社 1994
- 『中国文学の伝統と再生 清朝初期から文学革命まで』研文出版 2003
- 『新しい中国 古い大国』文藝春秋(文春新書)2007

共編著
- 『漢字に強くなる本 これは重宝』浅野通有共編、光文書院 1978
- 『中国小説小事典』(中国文化全書 7) 内山知也共編著、高文堂出版社 1990

### 翻訳
- 『日出』(現代中国文学全集 13) 曹禺篇、奥野信太郎共訳、河出書房新社 1954
- 『水滸伝』(世界文学全集)金聖嘆著、集英社 1969
  - 新版 1979年
- 『西遊記』呉承恩著、すばる書房(児童出版) 1979

## 参考
- Archive